# 塞勒姆 (印地安納州傑伊縣)
塞勒姆（英語：Salem）是位於美國印地安納州傑伊縣的一個非建制地區。該地的面積和人口皆未知。